# Bila Tserkva
Bila Tserkva (em ucraniano:  Бiла Церква, em polonês/polaco:  Biała Cerkiew, em russo:  Белая Церковь) é uma cidade ucraniana localizada  na Oblast de Kiev.
De 1363 parte da Lituânia, de 1569 da Polônia (sob o nome de Biała Cerkiew ou Białocerkiew). A cidade pertencia administrativamente à Voivodia de Quieve. Por volta de 1550 foi construído um castelo. Capturado pela Império Russo na segunda partilha da Polônia em 1793. De 1922, uma parte da União Soviética, de 1941 a 1944, sob ocupação alemã. Parte da Ucrânia desde 1991.

## Imagens

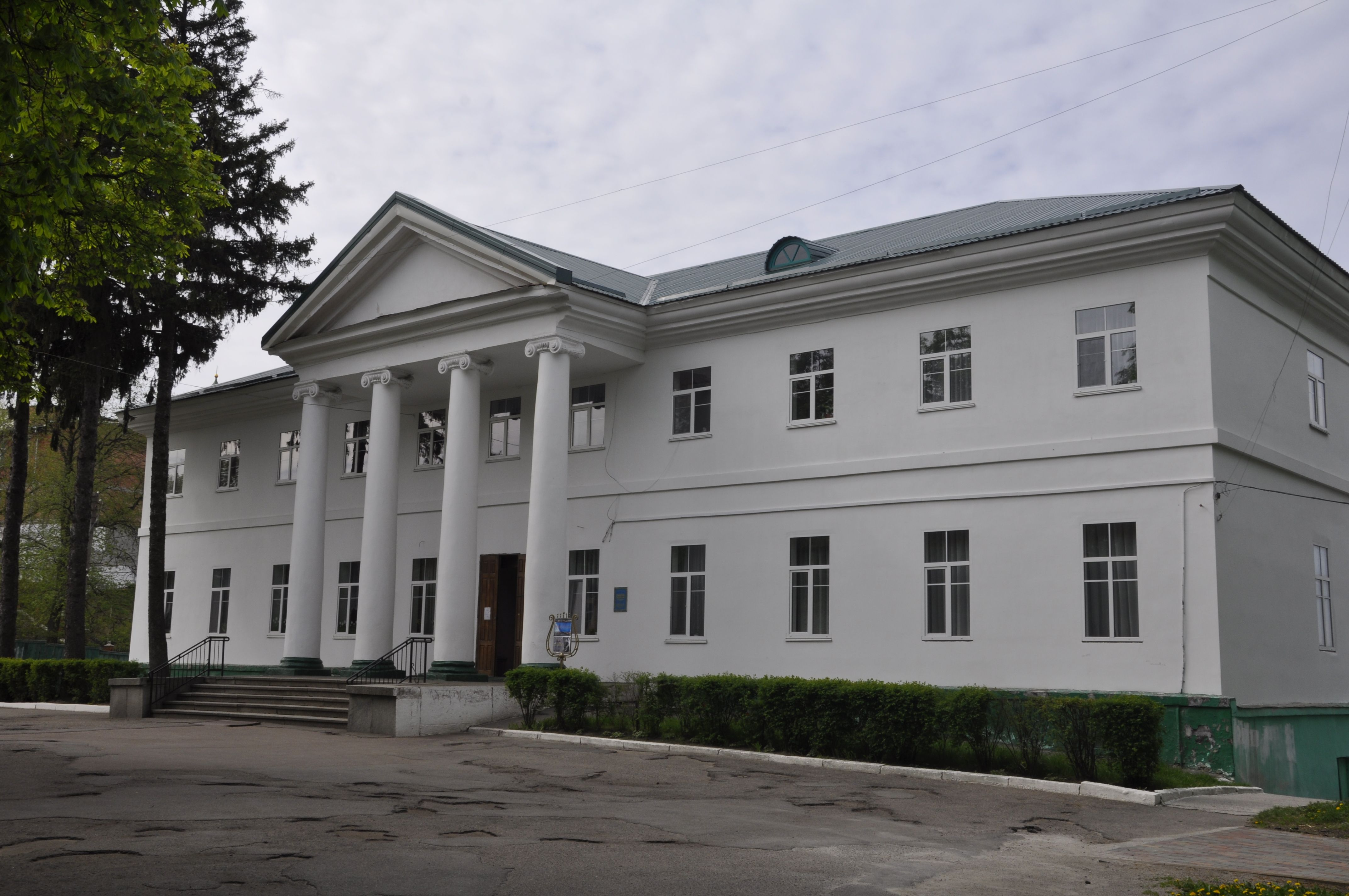
Palácio de Inverno Branicki
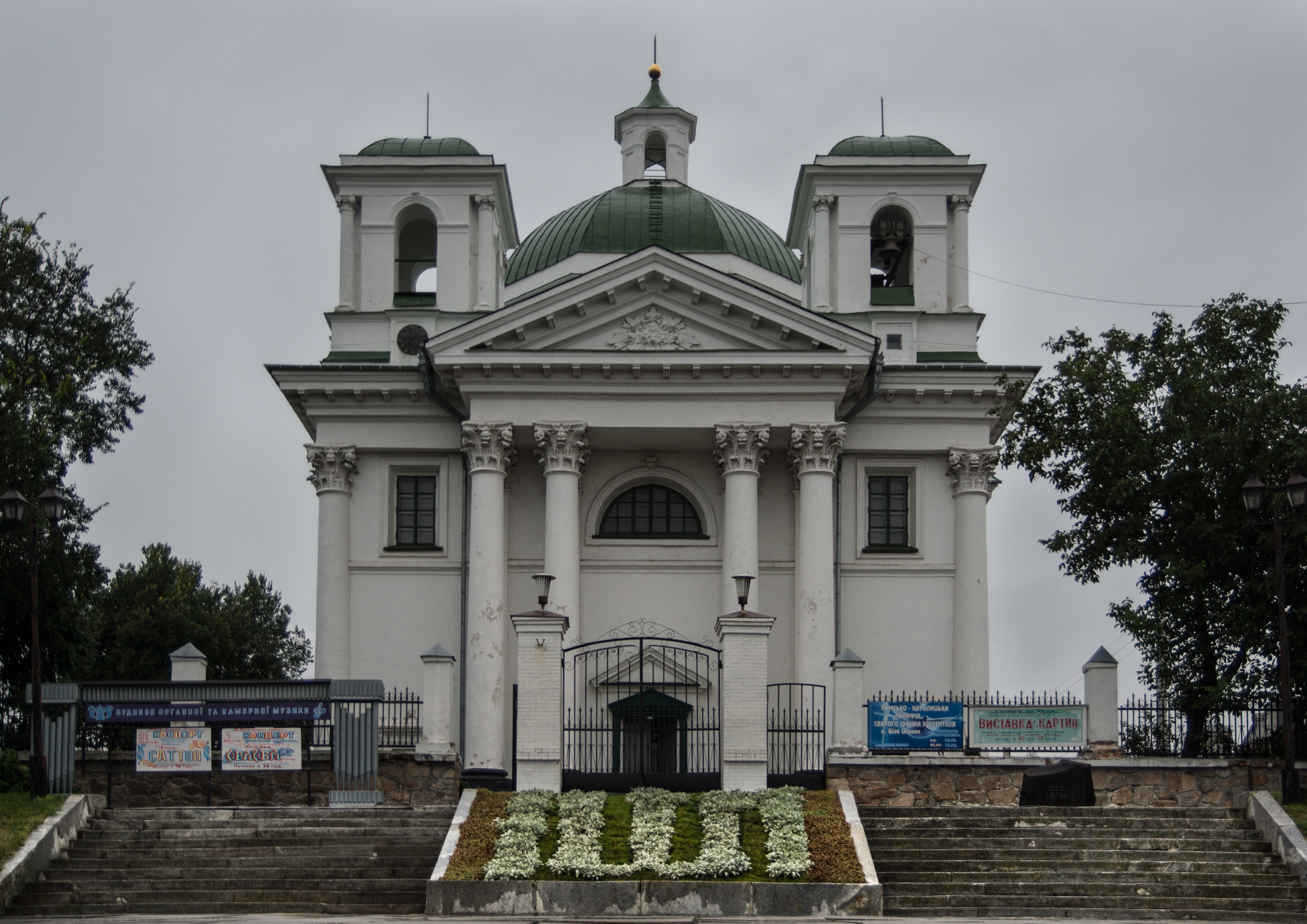
Igreja católica de São João Batista
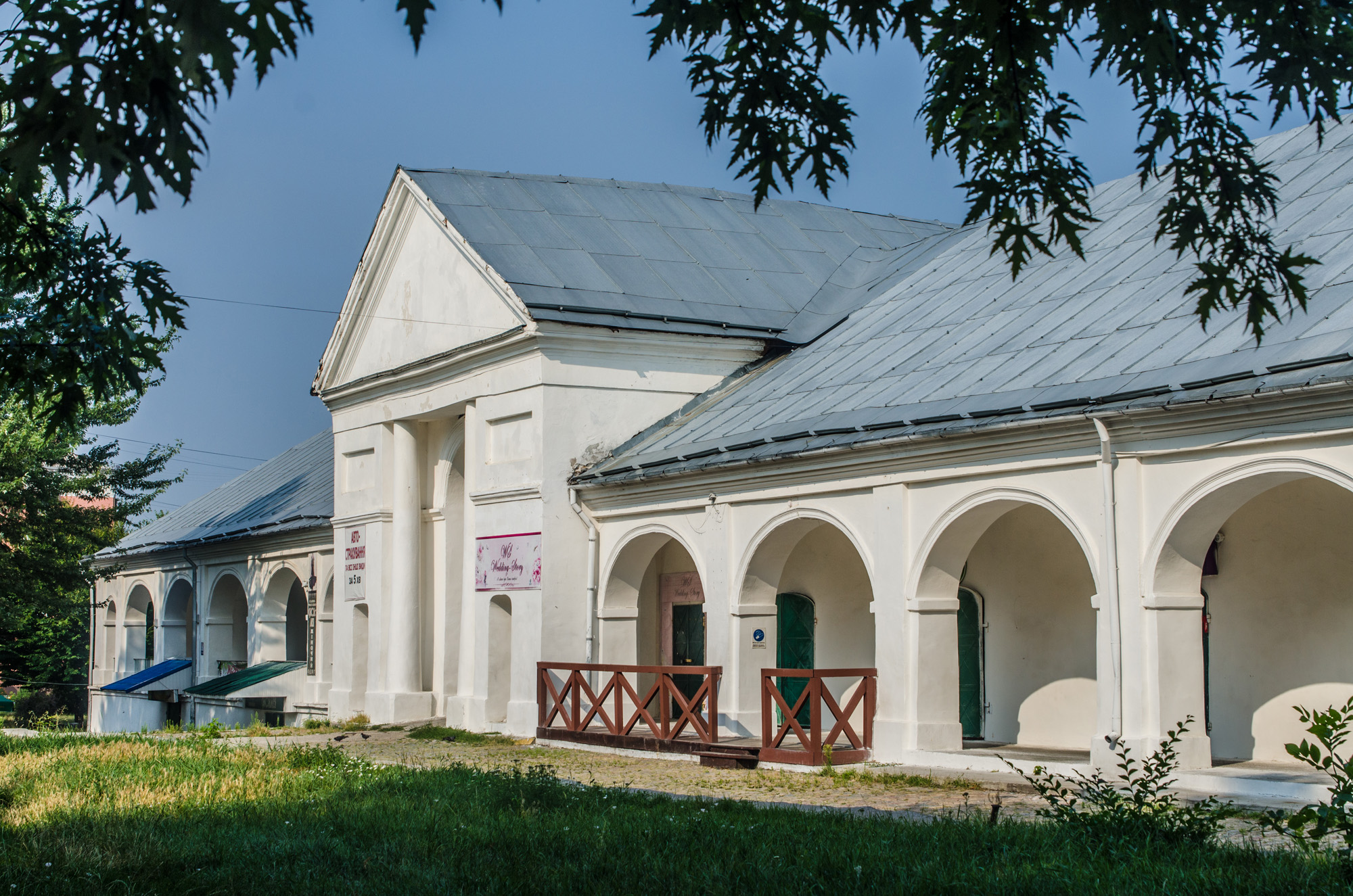
Salões do mercado Branicki
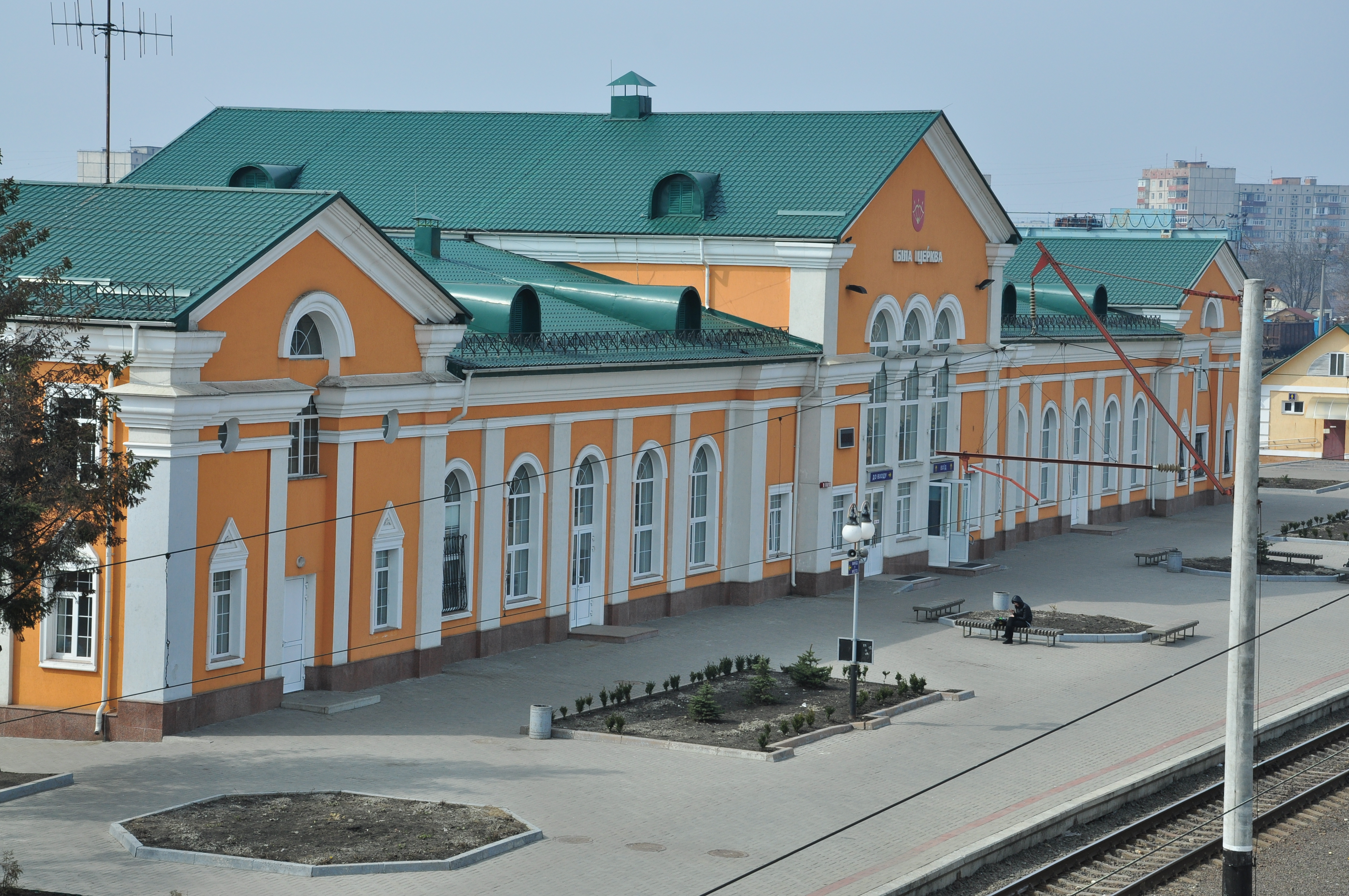
Estação Ferroviária